# Потапов, Александр Иванович (генерал)
Алекса́ндр Ива́нович Пота́пов (10 декабря 1904 — 10 сентября 1976) — советский военный деятель, генерал-майор танковых войск (Постановление СНК СССР № 274 от 11.03.1944).

## Начальная биография
Родился 10 декабря 1904 года в Нижнем Новгороде. Русский.
Окончил 3-классную приходскую школу, два класса Нижегородской гимназии (1919).
Образование. Окончил Объединённую высшую школу им. Ленина (Ташкент, 1926), Ленинградские БТ КУКС (1929), АКУТС при Военная академия механизации и моторизации РККА (1944), Высшая военная академии им. Ворошилова (1956).
Служба в армии. В РККА добровольно с 4 апреля 1919 года.
Участие в войнах, военных конфликтах. Гражданская война (Восточный фронт. Туркестанский фронт с 1919). Борьба с басмачеством (до 1932). Великая Отечественная война (с 22 июня по сентябрь 1941 года и с января по 9 мая 1945). Ранен и контужен в 1941 году.

## Военная служба
С 4 апреля 1919 года — делопроизводитель отряда особого назначения (Восточный фронт). С сентября 1919 года — делопроизводитель конного отряда № 28. С августа 1920 года — красноармеец команды конных разведчиков 1-го стрелкового полка г. Самара. С января 1921 года — делопроизводитель отряда особого назначения Нижегородской городской ЧК.
С декабря 1921 по май 1922 года в отпуске по болезни.
С мая 1922 года — командир взвода Отдельной Мусульманской кавалерийской дивизии (г. Китто-Курган, Туркестанский фронт).
С октября 1923 года — курсант Объединённой военной школы им. Ленина.
С сентября 1926 года — командир взвода полковой школы 73-го кавалерийского полка 5-й Кубанской кавалерийской бригады.
С ноября 1928 года — слушатель Ленинградских бронетанковых курсов усовершенствования комсостава.
С сентября 1929 года — командир танка, с октября 1930 года — командир взвода отд. учебного танкового батальона Ленинградских бронетанковых курсов усовершенствования комсостава. С октября 1931 года — командир роты малых танков учебного механизированного полка Ленинградских бронетанковых курсов усовершенствования комсостава. С мая 1932 года — Командир-руководитель технического цикла Ленинградских бронетанковых курсов усовершенствования комсостава. С января 1934 года — командир учебного танкового батальона Ленинградских бронетанковых курсов усовершенствования комсостава. С февраля 1934 года — Помощник начальника ОБП АБТВ Забайкальской ГВ ОКДВА (г. Чита). Приказом НКО № 0065 от 02.1935 года утверждён в занимаемой должности. С февраля 1936 года — командир 301-го отд. танкового батальона 12-й стрелковой дивизии. С декабря 1937 года — командир танкового батальона 23-й механизированной бригады. С декабря 1938 года — командир танкового батальона 48-й легкотанковой бригады. С 20 октября 1939 года — командир 45-го танкового полка 31-й кавалерийской дивизии. Приказом НКО № 02455 от 05.06.1940 года утверждён в занимаемой должности. С 6 марта 1941 года — командир 119-го танкового полка 59-й танковой дивизии. Приказом НКО № 0040 от 25.03.1941 года утверждён в занимаемой должности.

### Великая Отечественная война
Начало Великой Отечественной войны встретил в должности командира 119-го танкового полка 59-й танковой дивизии. Приказом НКО № 00394 от 10.07.1941 года назначен командиром 219-го танкового полка 109-й танковой дивизии. С 1 по 16 сентября 1941 года врид командира 109-й танковой дивизии. С 16 сентября 1941 года — и.д. командира 148-й танковой бригады. В 1941 году был ранен и контужен. Лечился в госпитале. 17 января 1942 года убыл в распоряжение УК ГАБТУ КА.
Приказом НКО № 0547 от 23.01.1942 года назначен начальником АБТО Приволжского ВО. С января 1943 года — и.д. заместителя командира БТ и МВ Приволжского ВО. Приказом НКО № 03354 от 24.06.1943 года утверждён в занимаемой должности.
Со 2 января 1945 года — заместитель командира 5-го гвардейского танкового корпуса.

### После войны
Заместитель командующего 5-го гв. танкового корпуса. Приказом НКО № 0105 от 30.06.1945 года утверждён в занимаемой должности. С 30 декабря 1945 года — заместитель командира 5-й гв. танковой дивизии. С 15 февраля 1946 года — командир 5-й гв. танковой дивизии. Затем заместитель командира 23-й танковой дивизии 8-й механизированной армии. С 28 декабря 1948 года — заместитель командира 11-й гв. механизированной дивизии 8-й механизированной армии.
С 23 декабря 1949 года — Начальник штаба Управления командующего БТ и МВ Прикарпатского ВО.
С 20 сентября 1952 по октябрь 1953 года — слушатель Высших академических курсов при Высшей военной академии им. Ворошилова.
Приказом МО СССР № 05773 от 20.10.1953 года назначен Начальником штаба, он же заместитель командующего БТ и МВ Одесского ВО. Приказом МО СССР № 0291 от 15.01.1954 года прикомандирован к Высшей военной академии им. Ворошилова. Приказом МО СССР № 012 от 03.01.1955 года назначен старшим преподавателем кафедры БТ и МВ Высшей военной академии им. Ворошилова. Приказом МО СССР № 04568 от 28.09.1956 года назначен старшим преподавателем кафедры стратегии и оперативного искусства Высшей военной академии им. Ворошилова. Приказом МО СССР № 0303 от 17.02.1958 года назначен старшим преподавателем кафедры оперативного искусства Высшей военной академии им. Ворошилова.
Приказом МО СССР № 287 от 30.06.1961 года уволен в отставку по ст. 60б. Жил в Москве. Умер 10 сентября 1976 года. Похоронен на Донском кладбище.

## Воинские звания
- капитан;
- майор (Приказ НКО № 0100 от 02.1938)[2];
- подполковник;
- полковник (Приказ НКО № 0546 от 01.1942)[2];
- генерал-майор т/в (Постановление СНК СССР № 274 от 11.03.1944)[2]

## Награды
- орден Ленина (21.02.1945)[4][2].
- три ордена Красного Знамени (22.02.1942, 03.11.1944, 20.06.1949)[5][2].
- два ордена Суворова II степени (28.04.1945, 31.08.1945)[2];
- медаль «За оборону Москвы» (01.05.1944)[6][2].
- медаль «За оборону Сталинграда» (22.12.1942)[7][2].
- медаль «За победу над Германией в Великой Отечественной войне 1941—1945 гг.» (09.05.1945),
- медаль «За взятие Будапешта» (09.06.1945)
- медаль «За взятие Вены» (09.06.1945)[2]
- медаль «За освобождение Праги» (09.06.1945)[2]
- медаль «XX лет РККА» (1938)
- юбилейная медаль «30 лет Советской Армии и Флота» (1948)[2].
- медаль «За победу над Японией»[1].

## Память
- На могиле установлен надгробный памятник
- Его имя увековечено в Главном Храме Вооружённых сил России, и навсегда запечатлено на мемориале «Дорога памяти»[2]